# کرافوردزبرن
کرافوردزبرن (به انگلیسی: Crawfordsburn) یک منطقهٔ مسکونی در بریتانیا است که در Ards and North Down District Council واقع شده‌است. کرافوردزبرن ۵۸۷ نفر جمعیت دارد.